# Ceraclea nigronervosa
Ceraclea nigronervosa is een schietmot uit de familie Leptoceridae. De soort komt voor in het Palearctisch en het Nearctisch gebied.